# Bandera de la Comunidad de Madrid
La bandera de la Comunidad de Madrid aparece regulada en el artículo 2.º de la Ley 2/1983, de 23 de diciembre, que establece la bandera, el escudo y el himno de dicha comunidad autónoma de España. Según el texto de la mencionada norma, es de color rojo carmesí (expresando así su castellanidad, como rasgo esencial), con siete estrellas blancas y de cinco puntas, colocadas en el centro de la misma y alineadas en dos hileras, cuatro arriba y tres abajo. Sus proporciones son de siete de ancho por once de largo.
Cada una de sus estrellas representa a las correspondientes estrellas principales de la constelación de la Osa Mayor, que se recorta sobre la sierra del Guadarrama, dominando de esta manera el cielo de las tierras que formaban el antiguo Concejo madrileño, creado en tiempos de la Reconquista y que abarcaba el territorio situado al sur de dicha sierra, hasta alcanzar el río Tajo.
El escudo de la Villa de Madrid también acabaría recogiendo estas siete estrellas sobre fondo azul. Actualmente podemos ver cómo sigue habiendo en él una bordura de azur cargada con las siete estrellas, la cual rodea totalmente la figura del oso apoyado en el madroño que ostenta el hoy vigente escudo de armas de la capital de España.

## Historia
Al tener que adoptarse una bandera propia tras la constitución de la Comunidad de Madrid, acontecida en 1983, se decidió colocar las siete estrellas del antiguo concejo madrileño sobre un fondo rojo carmesí; color que es del pendón de Castilla, antiguo reino hispánico al que pertenecían las tierras madrileñas. Esto indica que es un pueblo castellano y que castellana ha sido su historia, aunque evidentemente el desarrollo económico y de población haya sido diverso. Las estrellas tienen cinco puntas por las cinco provincias que rodean a la comunidad de Madrid, ya desde 1833: Ávila, Segovia, Guadalajara, Cuenca y Toledo.
Por lo tanto, se recurrió a dos antiguos símbolos vinculados al concejo madrileño para dotar de enseña a un territorio que alcanzó su actual configuración tras la organización provincial de España creada por el ministro de Fomento Javier de Burgos, en 1833.
La definición de la bandera fue llevada a cabo por el poeta Santiago Amón Hortelano, con diseño de José María Cruz Novillo, por encargo del primer presidente de la Comunidad de Madrid, Joaquín Leguina.
Con anterioridad, Madrid estaba integrado en Castilla la Nueva o antiguo Reino de Toledo; razón por la que, históricamente, siempre utilizó como propios los símbolos de Castilla.

## El color rojo de la bandera
Según el Estatuto de Autonomía de la Comunidad de Madrid y la Ley 2/1983, de 23 de diciembre, de la bandera, escudo e himno de la Comunidad de Madrid (o Ley de Símbolos), su bandera autonómica es de color rojo carmesí.
No obstante, el Decreto 2/1984, de 19 de enero, que desarrolla el contenido de la Ley de Símbolos, especifica que dicha bandera es de color rojo encendido o vivo, en su tonalidad conocida como "rojo bandera", que es la misma que se utiliza en la bandera de España (Real Decreto 441/1981, de 27 de febrero).
Además, en la propuesta elaborada por Santiago Amón Hortelano (1927-1988) y José María Cruz Novillo (nacido en 1936) se recomendaba claramente que se utilizase el color rojo encendido o vivo en la confección de la bandera de la Comunidad de Madrid, al ser virtualmente dicho color el verdaderamente representativo de Castilla y lo castellano, por figurar tanto en las armas como en la antigua bandera real de la Corona de Castilla.
Y, por último, por medio de los bocetos (adjuntos a su propuesta) que presentaron al Consejo de Gobierno de la Comunidad de Madrid, dichos autores plantearon expresamente la necesidad de que se utilizara la misma tonalidad de color rojo tanto en el escudo de armas como en la bandera de la Comunidad de Madrid.
Hay, pues, una discrepancia entre lo que establecen el Estatuto de Autonomía y la Ley de Símbolos de la Comunidad de Madrid (color carmesí, grana o rojo carmesí), por un lado, y la propuesta original y el Decreto 2/1984, donde se desarrolla dicha ley autonómica (color rojo encendido o vivo), por el otro.

## Bandera de la antigua Diputación Provincial de Madrid

Bandera de la provincia de Madrid hasta 1983

La bandera de la antigua Diputación de Madrid fue oficial hasta 1983 y era un paño verde con el escudo de la provincia; diseño, en realidad, muy similar al de las demás banderas provinciales españolas.
En el siglo XIX se dio la costumbre, bastante generalizada, de que las diputaciones provinciales españolas utilizaran como propio el escudo de armas de la capital de la correspondiente provincia. No obstante, con el paso del tiempo, y a fin de individualizarlas, a dichas armas también se añadieron las de las otras poblaciones sedes de partido judicial que había en su territorio (en el caso de Madrid, Alcalá de Henares,  Navalcarnero, San Lorenzo de El Escorial,  Colmenar Viejo y Aranjuez, hasta 1983).